# أودينون
الأودينون (بالإنجليزية: Oudenone)‏ هو جزيء يوجد في عمليات أيض الفطر. وهو مثبط لإنزيم التايروسين هيدروكسيليز.